# Kurt Gärtner (Mediävist)

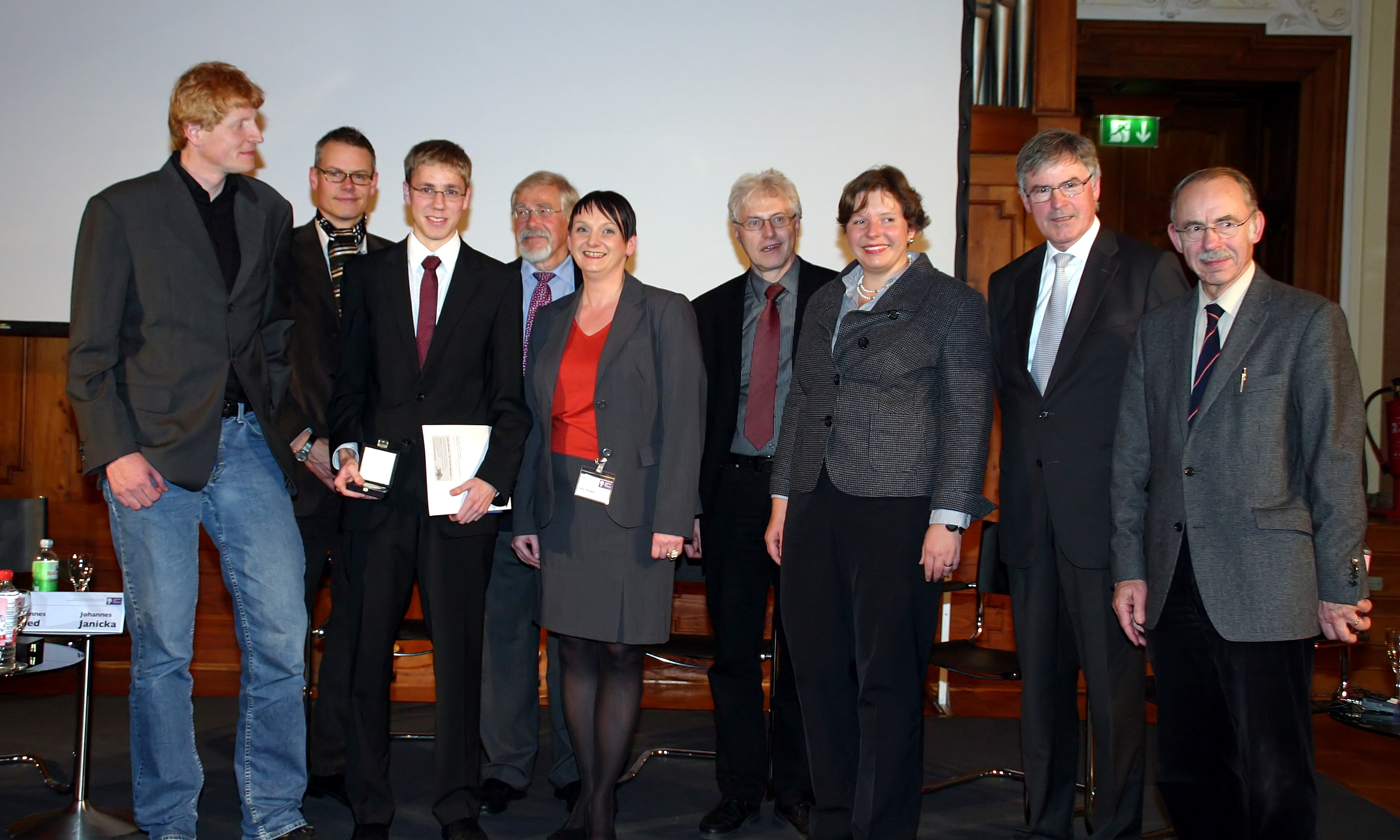
Kurt Gärtner (ganz rechts) bei der Verleihung der Zedler-Medaille 2010 in Frankfurt am Main

Kurt Gärtner (* 20. Juni 1936 in Hummetroth/Odenwald) ist ein deutscher germanistischer Mediävist.  
Kurt Gärtner war zunächst als Briefträger tätig und studierte von 1958 bis 1964 Germanistik und Theologie in Marburg, Berlin und Zürich. 1968 promovierte er mit der Arbeit Die constructio ἀπὸ κοινοῦ bei Wolfram von Eschenbach. Anschließend war er als wissenschaftlicher Assistent und Dozent in Marburg tätig. Von 1972 bis 1974 war er Lektor am King’s College in London. Gärtner habilitierte sich 1978 in Marburg mit einer Arbeit über Die Überlieferungsgeschichte von Bruder Philipps Marienleben. Gärtner lehrte bis zu seinem Eintritt in den Ruhestand im Jahr 2001 als Professor für Alt-Germanistik an der Universität Trier.
Gärtner besorgte den Neudruck von Matthias Lexers Mittelhochdeutschem Handwörterbuch.
Er leitet das Projekt Deutsche Texte des Mittelalters, ein Akademievorhaben an der Berlin-Brandenburgischen Akademie der Wissenschaften, sowie das Projekt Mittelhochdeutsches Wörterbuch, ein Projekt der Mainzer und Göttinger Akademien der Wissenschaften, und ist Vorsitzender der Arbeitsgruppe Elektronisches Publizieren der Union der deutschen Akademien der Wissenschaften.